# Giulio Dolchi
Giulio Dolchi (Aosta, 16 giugno 1921 – Aosta, 20 ottobre 2003) è stato un politico e partigiano italiano.

## Biografia
Nato ad Aosta nel 1921, figlio di Luigi e della poetessa Eugenia Martinet, dopo gli studi di ragioneria a Milano combatté nella Resistenza come partigiano, con il nome di "Dudo", entrando prima nel 13º Gruppo "Émile Chanoux", guidato da Silvio Gracchini, e poi nella banda "Arturo Verraz" di Giuseppe Cavagnet. Nel 1944 si iscrisse al Partito Comunista Italiano e partecipò alla nascita della sezione regionale dell'Anpi valdostano; nel 1948 fondò il giornale Le Travail - Il Lavoro.
Subito dopo la guerra, alle prime elezioni democratiche del 1946, venne eletto consigliere comunale di Aosta; fu sindaco della città dal 1954 al 1966. Eletto nel consiglio regionale nel 1968, vi rimase per cinque legislature fino al 1992.
Nel 1974 prese parte alla fondazione dell'Istituto storico della Resistenza e della società contemporanea in Valle d'Aosta, del quale fu anche presidente dal 1994 al 2003, anno della sua morte.